# Pero (Varazze)
Pero è una frazione di 712 abitanti del comune di Varazze, in provincia di Savona.
È costituita da un gruppo di case sparse adagiate lungo le pendici delle colline alle spalle del capoluogo, lungo la strada di collegamento con Stella San Martino. L'abitato è dominato dalla vecchia chiesa parrocchiale e pare debba il suo nome a Pilum, un tipo di arma romana. Sembra infatti che la frazione abbia origini romane, anche in considerazione del fatto che nelle vicinanze si trova una località chiamata Campomarzio, nome che indicherebbe una zona utilizzata per esercitazioni militari. Inoltre da qui passava la strada di collegamento tra Varazze (all'epoca detta Ad Navalia) e l'entroterra. Dal Pero è possibile raggiungere un'altra frazione di Varazze: Alpicella, e da qui il Monte Beigua. Fin dal 1800 la zona fra Varazze e il Pero viene utilizzata per produrre carta e ne sono la testimonianza i numerosi mulini sul torrente Teiro.